# 大洲秋登
大洲 秋登（おおす あきと、1922年9月30日 - 2008年6月17日）は、日本の詩人。「VOUクラブ」所属、「びわの実学校」同人。赤い鳥文学賞受賞。

## 来歴
1922年（大正11年）、広島県安芸津町（東広島市）に生まれる。広島県立忠海中学校を経て、早稲田大学文学部独文科卒業。大学の先輩で児童文学者の前川康男と親交があった。郷里の広島で、洋品店や教材販売業を営みながら、詩作をつづける。1949年から北園克衛主宰の「VOUクラブ」に所属し、雑誌『VOU』などに前衛的な詩を寄稿。1959年、詩集『密着した時間』を出版。その後、坪田譲治創刊の童話雑誌『びわの実学校』を中心に「少年詩」を寄稿し、それらを集めて詩集を出版。1995年、『ドミノたおし』で、第25回赤い鳥文学賞、第6回少年詩賞を受賞。

## 著書
- 『密着した時間』（詩集）、VOUクラブ、1959年。（装幀：北園克衛）
- 『硬化するゼロ』（詩集）、季節社、1966年。（後書き：清水俊彦）
- 『ぼくはイルカになって』（少年詩集）、かど創房、1990年。（挿画：やべみつのり）
- 『ドミノたおし』（少年詩集）、かど創房、1994年。（挿画：やべみつのり）
- 『たちあがれ』（少年詩集）、かど創房、2000年。（挿画：やべみつのり）
- 『あおくかがやいて』（詩集）、かど創房、2004年。（挿画：Sho・清水詔子）

## 寄稿先
（国会図書館オンラインでの検索結果などによる）
- 『VOU』、VOUクラブ、1949年-1960年。
- 『青ガラス』3号、VOUクラブ、1953年。
- 『VOU ANNUAIRE 1954』、VOUクラブ、1954年。
- 『鋭角・黒・ボタン：1958年・アヴァンギャルド詩集』前衛詩人協会、1958年。
- 『びわの実学校』（びわの実学校編集室）
- 『びわの実ノート』（びわの実ノート編集室）
- 『「赤い鳥」通信』（鈴木三重吉赤い鳥の会）
- 『日本児童文学』（日本児童文学者協会）